# POWER1
POWER1（パワーワン）は、IBMが設計・製造した、POWER命令セットアーキテクチャを最初に持った、マルチチップのマイクロプロセッサである。POWER1は1990年に登場した。POWER1+（パワーワンプラス）とPOWER1++は改良版、RSCはシングルチップの派生製品、更にPowerPC 601はRSCの派生製品である。1993年には後継のPOWER2に置き換えられた。

## 名称
POWER1は当初は「RISC System/6000(RS/6000) のCPU」と呼ばれ、後に後継(POWER2)が発表された際に、区別するために同じネーミング(POWERn)で「POWER1」と呼ばれるようになった。

## 歴史
POWER1は1990年に、IBM RS/6000シリーズのサーバーであるPOWERserverや、ワークステーションであるPOWERstationとともに発表され、そのクロック周波数は20、25、30 MHzであった。POWER1は2回のアップグレードが行われた。1回目は1991年のPOWER1+、2回目は1992年のPOWER1++で、半導体工学の進歩によりオリジナルのPOWER1より速いクロックで稼動した。POWER1+のクロックはPOWER1より少し速い 25、33、41 MHz だが、POWER2+ では高速なクロックを可能にするマイクロアーキテクチャを採用して 25, 33, 41.6, 45, 50, 62.5 MHz だった。1993年8月に、POWER1とその派生プロセッサは、POWER1の進化系である後継のPOWER2（単に RIOS2 とも呼ばれた）に置き換わった。
POWER1の直系の派生には、エントリーレベルのRS/6000用に作られた機能削減・シングルチップ版のRSCや、宇宙用途に作られたRSCの耐放射線版であるRAD6000がある。またPOWER1の非直系の派生には、コンシューマー用を狙ったRSCの機能削減版であるPowerPC 601がある。
一般には、IBMやコンピュータ処理の世界でPOWER1は「一番目」であることで知られている。IBMでは、POWER1はハイエンド向けの最初のRISCプロセッサーであり（1986年のROMPは商業的には失敗とみなされており、ハイエンド向けではなかった）、新しいPOWER命令セットアーキテクチャ(ISA)を最初に実装し、IBMの最初の成功したRISCプロセッサである。コンピュータ処理の世界ではPOWER1は、従来はメインフレームのみで使用されていたスーパースケーラプロセッサの性能向上の技術である、レジスタ・リネーミングやアウト・オブ・オーダー実行などのいくつかの形式を実装した、最初のマイクロプロセッサとして知られている。
POWER1はまた、POWERやPowerPCやPower Architectureプロセッサなどの、後には数百の異なった実装を持つ、成功したファミリーの起源ともなった。

## マイクロアーキテクチャ
POWER1は32ビットのスーパースケーラのマイクロプロセッサである。固定小数点演算ユニット(ALU、FXU、演算装置を参照)、ブランチユニット(BPU)、FPUの3つの主要な実行ユニットにより構成される。POWER1は32ビットの物理アドレスを持つ32ビットCPUだが、その仮想アドレスは52ビット長である。この広いアドレス空間は、各アプリケーションが4ギガバイト(GB)のアドレス範囲を持つ事を可能とする、アプリケーションの性能のために選択された。